# Tanztage Duisburg
Die TANZtage Duisburg sind ein Amateurfestival, das seit 1988 in Duisburg, Deutschland veranstaltet wird. Es ist das größte Festival seiner Art in Deutschland und bietet Amateuren aller Tanzstile und Altersgruppen ein Forum zur Präsentation ihres Könnens.
Die Teilnahme am Festival unterliegt keinen Ausschreibungs- oder Bewerbungsbeschränkungen und es werden keine Startgelder erhoben. Die TANZtage werden im Frühjahr (Februar/März) eines jeden Jahres veranstaltet. Innerhalb von zwei Wochen finden bis zu 25 Bühnenveranstaltungen statt, an denen bis zu 500 Tanzgruppen und 5000 Tänzer teilnehmen, die sich je einer Tanzrichtung widmen.
Bei den Vorentscheiden haben die Teilnehmer im Rahmen einer kombinierten Wertung aus Zuschauer- und Fachjury die Möglichkeit, sich für die Finalrunde zu qualifizieren. Am Finalwochenende ermittelt die Fachjury die Plätze je Tanzrichtung und Alterskategorie ohne die Hilfe des Publikums.